# جویی (گوگوریو)
جویی (کره‌ای: 조의; هانجا: 皂衣)، معروف به سیاه پوشان یک رتبه یا عنوان در نظام بوروکراتیک امپراتوری گوگوریو بود که به عنوان نهمین رتبه در میان ده رتبه اولیه این حکومت شناخته می‌شود. این عنوان در ابتدا به اعضای گروه‌های قبیله‌ای وابسته به رهبران قبیله‌ای اشاره داشت، اما با تبدیل گوگوریو به یک دولت متمرکز، به بخشی از نظام اداری رسمی تبدیل شد.

## تاریخچه
گوگوریو در سال ۳۷ پیش از میلاد توسط جومونگ تأسیس شد، این امپراتوری در اوج خود قلمرویی گسترده از کره شمالی کنونی، منچوری چین، و بخش‌هایی از روسیه را در بر می‌گرفت. منابع اصلی تاریخی درباره گوگوریو شامل سامگوک ساگی، نوشته کیم بوشیک در سال ۱۱۴۵، و کتیبه گوانگ‌گه‌تو بزرگ است که دستاوردهای نظامی گوانگ‌گه‌تو بزرگ را ثبت کرده است.

## تعریف
بر اساس سامگوک ساگی، جویی و سئونین در ابتدا به عنوان رتبه‌های پایین با ماهیت وابسته یعنی گاشین در خدمت پادشاه یا مقامات ارشد یا همان دئگا در گوگوریو آغاز شدند. با این حال، این توصیف به دوره امپراتور دونگچون اشاره دارد و به اشتباه به عنوان ویژگی دوره اولیه تلقی شده است، در حالی که نظام اولیه گوگوریو در آن زمان در حال تحول به دوره میانی بود.
نظام رتبه‌بندی این امپراتوری شامل عناوینی مانند جویی بود که در منابع به عنوان نهمین رتبه از ده رتبه اصلی ذکر شده است. این رتبه بعد از ساجا و قبل از سئونین قرار داشت. بر اساس منابع، مقامات جویی احتمالاً لباس سیاه می‌پوشیدند که نقش آن‌ها در وظایف اداری یا نظامی بود را به نشان میداد.
در واقع، جویی و سئونین، مانند په‌جا و ووته، به رهبران جوامع کوچک محلی که هنوز تا حدی خودمختاری داشتند، اطلاق می‌شد. در معیارهای سه‌هان، جویی به رهبران کشورهای کوچک مانند گوسوگوک، و سئونین به رهبران جوامع کوچک‌تر، مانند سرپرستان یک محله، اشاره داشت. این عناوین در نظام رتبه‌بندی گوگوریو ادغام شدند.
نابو، سران پنج قبیله گوگوریو بود که شورای جگا را بنیان ساختند،با انحلال نابو، این عناوین به تدریج بی‌اهمیت شدند و به رتبه‌های پایین‌ترین سطح بوروکراتیک تبدیل شدند. سندی از دوره پادشاه دونگچون نشان می‌دهد که ۲۵ نفر از مقامات جویی برای اسکورت هیئت دیپلماتیک وو به کار گرفته شدند، که این امر نشان‌دهنده نقش نظامی جویی و نقش فرهنگی-اداری سونین است.
در قرن چهارم، با انحلال نظام نابو و ایجاد نظام رتبه‌بندی متمرکز با محوریت پادشاه، عنوان «جویی» حذف شد، اما سونین در نظام رتبه‌بندی باقی ماند و تا پایان گوگوریو به عنوان پایین‌ترین رتبه حفظ شد. در اواخر گوگوریو، عنوان جوئی‌دودئه‌هیونگ (هانجا: 皂衣頭大兄) دوباره ظاهر شد.

## نمونه فعالیت‌های نظامی
در سامگوک ساگی ذکر شده که در دوره امپراتور دونگچون، ۲۵ نفر از اعضای جویی برای اسکورت و حفاظت از یک هیئت دیپلماتیک از پادشاهی وو (یکی از سه پادشاهی چین) به کار گرفته شدند.

طبق سامگوک ساگی در جلد شانزدهم، سال هشتم سلطنت پادشاه سینده، میونگنیم دپبو در نبرد جواوون در سال ۱۷۲ میلادی نقش مهمی ایفا کرد. در این نبرد، او نیروهای گوگوریو را در برابر حمله نیروهای چینی از فرمانداری هیونتو را رهبری کرد و به پیروزی بزرگی دست یافت.
- طبق منابع تاریخی، مقامات جویی لباس سیاه می‌پوشیدند،که نشان‌دهنده نقش آن‌ها در وظایف نظامی یا انتظامی است. لباس سیاه در بسیاری از فرهنگ‌های باستانی با نیروهای نظامی یا گاردهای ویژه مرتبط بوده است.[۱۴]این ویژگی ظاهری، همراه با شواهد دیگر، احتمال نقش رزمی جوئی را تقویت می‌کند.
- در سامگوک ساگی، برخی از شخصیت‌های نظامی برجسته گوگوریو، مانند ژنرال اولجی موندوک که تهاجم سلسله سوئی را در نبرد سالسو در سال ۶۱۲ میلادی قاطعانه دفع کرد، و ژنرال یونگه سومون نخست وزیر قدرتمند اواخر گوگوریو، به عنوان افرادی با پیشینه جویی-سئونین ذکر شده‌اند. این ارتباط نشان می‌دهد که جوئی امکان دارد که به عنوان نقطه آغازی برای جنگجویان یا فرماندهان نظامی عمل کرده باشد، هرچند این افراد بعداً به رتبه‌های بالاتر ارتقا یافتند.

## تقابل معانی
یکی از موضوعات بحث‌برانگیز در مورد سئونین این است که آیا این واژه به صورت 先人 به معنی شخص ارشد نوشته شده یا 仙人 که معنی آن میشود شخص جاودانه یا عارف.اخیرا این موضوع مدت‌هاست که مورد بحث قرار گرفته است. بر اساس نظر کمیته تدوین تاریخ ملی:در سامگوک ساگی، هوهان‌سو، و یانگ‌سو، عنوان به صورت 皁衣先人 به معنی سئونین با لباس سیاه ذکر شده است.در جو‌سو، بوک‌سا، و گو‌تانگ‌سو، عنوان به صورت 仙人 به معنی شخص جاودانه آمده است.در سین‌تانگ‌سو و بخش گوریوگی از هان‌وون، عنوان به صورت 先人 به معنی شخص ارشد ثبت گشته است.
برخی در محافل دانشگاهی معتقدند که ساختار وابستگی جویی و سئونین بر ایجاد نظام هوارانگ-نانگدو در شیلا تأثیر گذاشته باشد، اما این نظریه در حد گمانه‌زنی است و به عنوان نظریه اصلی پذیرفته نشده است.در آموزش‌های تبلیغاتی ارتش کره جنوبی، نظریه گروه رزمی جویی-سئونین به شدت ترویج می‌شود و به عنوان پایه‌ای برای روحیه جنگاوری مورد استناد قرار می‌گیرد.در سامگوک ساگی، گوگوریو بون‌گی، دان‌گون وانگ‌گوم به عنوان سونین یا 仙人، وانگ‌گوم ذکر شده است. همچنین، شخصیت‌های تاریخی مانند میونگ‌نیم داپو که در نبرد جوئون ارتش یان متاخر را شکست داد، ژنرال اولجی موندوک که تهاجم سلسله سوئی را با قاطعیت دفع کرد، و یون‌گه‌سومون نخست وزیر قدرتمند اواخر گوگوریو به عنوان افرادی با پیشینه جویی-سئونین شناخته می‌شوند.

## نظریه ها
برخی نظریه‌پردازان، به‌ویژه شین چه‌هو، جویی و سئونین را به عنوان یک گروه رزمی تلقی کرده‌اند.این نظریه ابتدا در کتاب جوسان سانگوسا شین چه‌هو مطرح شد. او گروه‌های رزمی گوگوریو، مانند سربازان راهب مانند سونگ‌گون ذکرشده در گوریوسا و راهبان غیرروحانی مانند جئگا هواسانگ در گوریودوکیونگ، را با جویی-سئونین مرتبط دانست و آن‌ها را به عنوان گروهی مذهبی-رزمی توصیف کرد. شین چه‌هو این ایده را برای تقویت روحیه ملی‌گرایانه و جنگاوری در برابر استعمار ژاپن ترویج داد.جونگ این‌بو، از طریق نوشته‌هایش در کتاب خود، این نظریه را تأیید کرد و اظهار داشت که سنت‌های هوارانگ شیلا و جویی-سونین گوگوریو در روحیه فداکاری راهبان بودایی در برابر مشکلات ملی ریشه دارد.با این حال، شواهد مستند یا کتیبه‌ای برای اثبات این نظریه وجود ندارد و بیشتر به استنباط‌های شین چه‌هو وابسته است، به همین دلیل در محافل دانشگاهی پذیرفته نشده است.
همچنین، جویی و سونین معمولاً به طور جداگانه در منابع ذکر شده‌اند، هرچند در سین‌تانگ‌سو و بخش گوریوگی از هان‌وون به عنوان یک موجودیت واحد تلقی شده‌اند. به احتمال زیاد، این عناوین به جای گروه رزمی خاص، به طبقه‌ای از جنگجویان پایین‌رتبه، مشابه سامورایی‌های ژاپن، اشاره دارند.این نظریه توسط کیم سان‌هو در دئجوسین جگوکسا گسترش یافت و در درام یون‌گه‌سومون بازتاب یافت.اخیراً، این ایده از طریق وب‌تون‌هایی نیز منتشر شده است.

## تصویرسازی مدرن
• سریال یون‌گه سومون، محصول سال ۲۰۰۶
• سریال گل و شمشیر، محصول سال ۲۰۱۳